# Paramapania simplex
Paramapania simplex là loài thực vật có hoa trong họ Cói. Loài này được (Ridl.) Uittien mô tả khoa học đầu tiên năm 1935.